# Zakir Djalilov
Zakir Djalilov (30 luglio 1972) è un ex calciatore kirghiso, di ruolo portiere.